# Juan Antonio Samaranch
Juan Antonio Samaranch Torelló, Catalaans: Joan Antoni Samaranch i Torelló, sinds 1991 Markies van Samaranch, (Barcelona, 17 juli 1920 - aldaar, 21 april 2010) was een Spaans politicus, diplomaat, sporter en sportbestuurder. In de jaren tachtig en negentig was hij de voorzitter van het Internationaal Olympisch Comité (IOC).
De Catalaan Samaranch studeerde bedrijfskunde en beoefende in zijn jonge jaren de sporten kunstschaatsen en rolhockey. In laatste hoedanigheid speelde hij in de jaren vijftig als doelman in de nationale ploeg. Hij was een aanhanger van dictator-generaal Franco en lid van diens fascistische partij Falange Española. In 1966 werd hij staatssecretaris van sportzaken en in 1967 werd hij opgenomen in het Spaanse parlement. In 1973 werd hij benoemd tot voorzitter van de provinciale deputatie van de provincie Barcelona.
Nadat Spanje halverwege de jaren zeventig de overgang naar de democratie had gemaakt, was Samaranch van 1977 tot 1980 ambassadeur in de Sovjet-Unie en Mongolië.
Na in 1954 lid te zijn geworden van het Nationaal Olympisch Comité van Spanje en in 1966 van het Internationaal Olympisch Comité, bekleedde hij van 1980 tot 2001 het voorzitterschap van laatstgenoemde. Als voorzitter heeft hij de Olympische Spelen grootser en commerciëler gemaakt. Samaranch, die zich tijdens zijn voorzitterschap 'excellentie' liet noemen, stond bekend om zijn calculerende en decadente houding. Kritiek kreeg hij vanwege de autocratische wijze waarop hij leiding gaf en vanwege de vele corruptie-schandalen binnen het IOC.
Samaranch trad in 2001 af als voorzitter van het IOC. Hij werd opgevolgd door de Belg Jacques Rogge. Sindsdien was hij erevoorzitter voor het leven van het IOC.
Eind 2007 verbleef Samaranch enige tijd in het ziekenhuis wegens hartklachten en ademhalingsproblemen. Op 20 april 2010 werd hij opnieuw opgenomen met hartklachten, als gevolg waarvan hij de volgende dag overleed. Juan Antonio Samaranch werd 89 jaar.

## Familie
Zijn zoon Juan Antonio Samaranch Salisachs is ook lid van het IOC.